# Trapa
Trapa es el único género de la familia monotípica Trapaceae, en el orden de las mirtales, que comprende cinco especies de hierbas acuáticas. Poseen hojas sumergidas lineares y flotantes arrosetadas, de peciolo hinchado, rómbicas y dentadas. Flores poco vistosas, flotantes, hermafrodita, regulares, tetrámeras y de ovario semiínfero. Frutos nuciformes, coriáceos, con 4 cuernos. Son nativas de las regiones templadas de Asia y África.

## Especies
- Trapa bicornis
- Trapa korshinskyi
- Trapa litwinowii
- Trapa maximowiczii
- Trapa natans